# Roland Møller

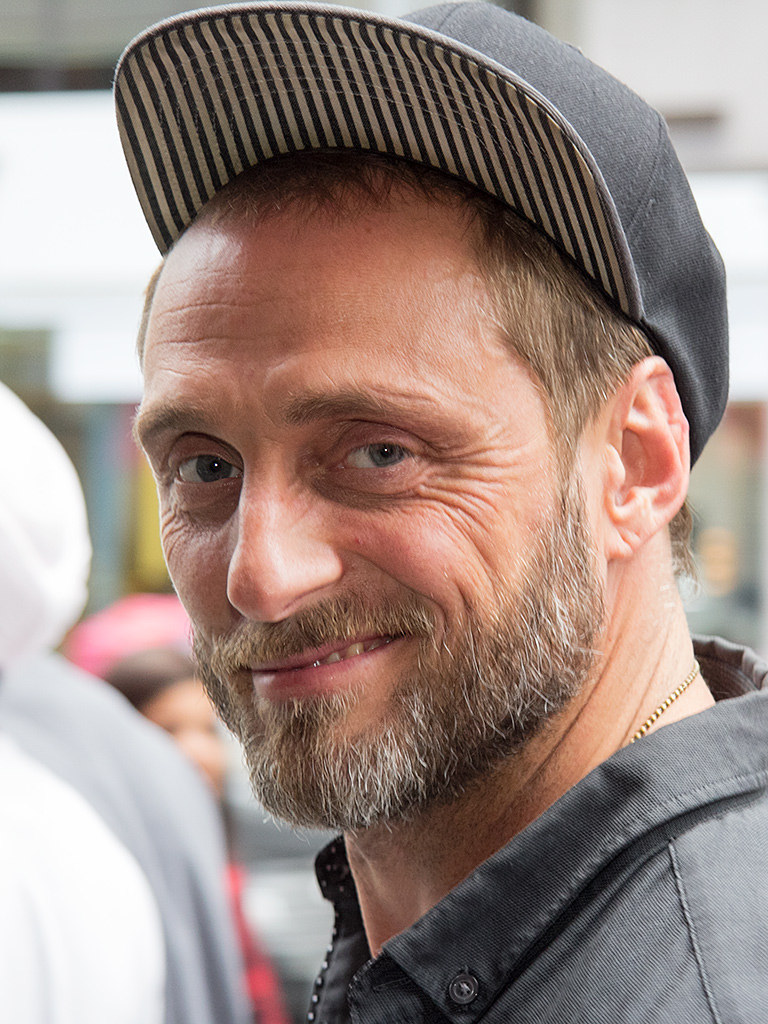
Roland Møller beim Toronto International Film Festival im Jahr 2015

Roland Greisen Møller (* 1. August 1972 in Odense) ist ein dänischer Schauspieler.

## Leben und Wirken
Møller wuchs in seinem Geburtsort Odense auf. Als Jugendlicher rutschte er in die kriminelle Szene ab und wurde bis 2002 für zehn Gewaltdelikte verurteilt und saß Haftstrafen von viereinhalb Jahren ab. Um vorzeitig aus der Haft entlassen zu werden, stimmte er der Bewährungsauflage zu, Odense zu verlassen, und ging nach Kopenhagen. Dort arbeitete er mit dem dänischen Rapper Jokeren als Songwriter zusammen.
Sein Schauspieldebüt feierte er 2010 mit einer Nebenrolle im Drama R. Regisseur Tobias Lindholm hatte ihn eigentlich als Berater engagiert, um auf seine Erfahrungen im Gefängnis zurückzugreifen, bot ihm dann jedoch die Nebenrolle an. Für diese Rolle wurde er 2011 in der Kategorie Bester Nebendarsteller für den dänischen Filmpreis Bodil nominiert. 2014 war er Preisträger für den Bodil für die Nebenrolle in Der Nordwesten. In seiner ersten Hauptrolle spielte er im Kriegsdrama Unter dem Sand – Das Versprechen der Freiheit die Rolle eines dänischen Feldwebels nach dem Ende des Zweiten Weltkriegs in Europa. 2018 spielte er in der US-amerikanischen Produktion Skyscraper die Rolle des Kores Botha. 2020 war er in einer Hauptrolle in den ersten acht Folgen der Neoriginal-Serie Sløborn zu sehen.

## Filmografie (Auswahl)
- 2010: R
- 2012: Hijacking – Todesangst … In der Gewalt von Piraten (Kaprigen)
- 2013: Der Nordwesten (Nordvest)
- 2014: Zweite Chance (En chance til)
- 2014: Dicte (Fernsehserie, Folge 2.07: Böses Spiel (1))
- 2015: Die Hüterin der Wahrheit – Dinas Bestimmung (Skammerens datter)
- 2015: Unter dem Sand – Das Versprechen der Freiheit (Under sandet)
- 2017: Darkland (Underverden)
- 2017: Atomic Blonde
- 2017: Papillon
- 2017: The Commuter
- 2018: Kommissar Beck (Beck, Fernsehserie, Folge 6.04: Teufels Anwalt)
- 2018: Skyscraper
- 2019: The Last Vermeer
- 2019: Walhalla – Die Legende von Thor (Valhalla)
- 2020: Sløborn (Fernsehserie, 8 Folgen)
- 2020: The North Water (Fernsehserie, 4 Folgen)
- 2020: Helden der Wahrscheinlichkeit (Retfærdighedens ryttere)
- 2021: Blood Red Sky
- 2022: Medieval
- 2023: Citadel (Fernsehserie)
- 2023: The Angel Maker (Englemageren)

## Auszeichnungen (Auswahl)
Bodil
- 2011: Nominierung in der Kategorie Bester Nebendarsteller für R
- 2013: Nominierung in der Kategorie Bester Nebendarsteller für Hijacking – Todesangst … In der Gewalt von Piraten
- 2014: Preisträger in der Kategorie Bester Nebendarsteller für Der Nordwesten
- 2016: Preisträger in der Kategorie Bester Hauptdarsteller für Unter dem Sand – Das Versprechen der Freiheit

Tokyo International Film Festival
- 2016: Preisträger in der Kategorie Bester Hauptdarsteller für Unter dem Sand – Das Versprechen der Freiheit